# Euroclón
Se denomina euroclón a una lengua construida, generalmente con el propósito de la comunicación internacional, basada en varias lenguas europeas, con una gramática regularizada y simplificada. El más célebre de los euroclones es la interlingua. El término euroclón tiende a usarse en sentido peyorativo.

## Características
La mayor parte de los euroclones parten del concepto de que una lengua auxiliar debe partir de un vocabulario más o menos conocido por un mayor número de posibles hablantes.  Parte del predominio del griego y el latín en la mayor parte de la literatura científica en el mundo occidental, y el actual dominio del inglés, como base para un vocabulario común.  El razonamiento es que o bien los hablantes de otras lenguas no son relevantes (p. ej. en una lengua auxiliar para ser usada en la Unión Europea), o ya recurren como común denominador a una lengua occidental para interactuar por fuera de su ámbito lingüístico.
Generalmente los euroclones toman como base léxica (vocabulario) bien una combinación de lenguas romances y germánicas, o bien exclusivamente a las lenguas romances.  El aporte del griego suele darse por los préstamos que este idioma introdujo al latín y a las lenguas romances actuales.
En cuanto a la morfología y la sintaxis, los euroclones varían entre las lenguas declinativas (como el español, p. ej. interlingua) y las aislantes (como el chino, p. ej. glossa).  En su mayoría procuran tener pocas declinaciones (tiempos verbales, plural) y varios sufijos derivativos (como el inglés, p. ej. casi todos).
Los euroclones tienden a ser SVO (sujeto antecede al verbo, al cual sigue el complemento).

## Ejemplos de euroclones
- volapük, su base son lenguas europeas aunque su forma es poco reconocible.
- ido, el primer gran esperanto reformado es una versión más romanizada que elimina varios de los conceptos más a-priori del  esperanto, comenzando por acusativo.
- interlingua (de IALA), utiliza un método sistemático para extraer el vocabularios de varias lenguas romances y el inglés (con el alemán y ruso como control adicional), así como las características gramaticales.
- latino sine flexione (o interlingua de Peano), parte del latín clásico y utiliza procesos sistemáticos para eliminar las declinaciones a favor de preposiciones y una estructura sintáctica más rígida.
- occidental o interlingue, toma sin modificar las palabras de varios idiomas europeos en una morfología aislante similar a la inglesa.
- novial, considerado por sus seguidores como el mejor euroclón anterior a la Segunda Guerra Mundial, toma un vocabulario basado en las lenguas romances y germánicas y una gramática que busca un punto medio entre el naturalismo de las interlinguas y la artificialidad del esperanto.
- europanto es una propuesta de que el idioma no debe ser definido por unos creadores sino por los propios hablantes.  En la práctica es una combinación ecléptica de vocablos de diferentes idiomas europeos sobre una gramática similar al inglés.
- lingua franca nova toma un vocabulario europeo (romance y germánico, con predominio romance), y una gramática que busca ser lo más parecida posible a las gramáticas de las lenguas criollas, como lo evidencia su nombre original de eurocreole.
- ekspreso es un idioma, medio en serio medio en broma, que parte de las eternas discusiones entre cual es la mejor lengua auxiliar que surge en los foros de internet.
- glosa parte de un vocabulario griego común en casi todas las lenguas europeas modernas y una gramárica altamente aislante inspirada en el chino, pero en la práctica más afín al inglés.

Nótese que esta lista puede ser interminable al incluir todas las reformas al esperanto y otros muchos intentos de crear lenguas planificadas para la comunicación internacional.

## Carga peyorativa del término
El término euroclón surgió y suele utilizarse como un término peyorativo para designar a un conjunto de lenguas artificiales, que en una gran medida parte de unos mismos principios con ejecuciones ligeramente diferentes: vocabulario reconocible (al menos en un contexto occidental) y gramática simplificada.
La carga peyorativa del término puede indicar dos cosas: poca originalidad (ligeras variaciones de un mismo tema) usualmente acompañada de algo de arrogancia («yo lo puedo hacer mejor») lo que ha dado lugar a una proliferación de tales lenguas planificadas, o bien puede venir de una crítica una de las bases mismas de las que parten los euroclones: que la lengua artificial ideal debe tener un vocabulario reconocible por los europeos occidentales.
A pesar de su origen peyorativo, el término euroclón es usado también en un sentido descriptivo, no habiendo un mejor término para agrupar estas lenguas.